# 阿拉瓦語
阿拉瓦語（Aruá：或）為一種已滅絕的語言。阿拉瓦語者原居住於巴西亞馬遜州，後因外來者帶入的麻疹病毒而遭滅族，最後一名阿拉瓦語者死於1877年。唯一留下的僅有一份1869年的阿拉瓦語單詞列表。